# Вучитрнський санджак
Вучитрнський санджак (тур. Vulçitrin sancağı; алб. Sanxhaku i Vuçiternës/Vushtrrisë; серб. Вучитрнски санџак / Vučitrnski sandžak), також відомий як Приштинський пашалик — санджак Османської імперії, що існував на території сучасного Косово. Мав центр у місті Вучитрн. Існував у 1459–1864 роках.

## Історія
Вучитрн був захоплений Османським військом у Сербської деспотовини в 1455 році, він залишався під контролем голови  Уксюбу (Скоп'є) до остаточної анексії Сербської деспотовини в 1459 році. Перші османські записи іменують територію санджака як Вілаєт-і Влк (Вілаєт Вука), посилання на Вука Бранковича.
Згідно з османськими записами 1525—1561 років, Вучитрнський  санджак включав такі міста: Вучитрн, Приштина, Яньєво, Ново-Брдо, Беласіца, Біло-Брдо, Копорічі, Трепча та Донья-Трепча.
У 1459-1826 роках санджак був частиною еялету Румелія, за винятком короткого періоду після 1541 року, коли він був включений до новоствореного еялету Буда. Також був частиною еялету Темешвар, незадовго до повернення до складу в еялет Румелія.
Документи, такі як перепис санджаку 1566-7 років, показують, що 1000 сіл регіону були в основному заселені християнами, а мусульмани налічували сорок шість домогосподарств не компактними громадами, а розповсюдженими в тридцяти селах. Як і в сусідній Приштині, рівень навернення православних слов'ян до ісламу був низьким. Османський мандрівник Евлія Челебі відвідав столицю санджаку в 1660 році і зауважив, що населення розмовляє албанською та турецькою мовами, але не боснійською. За даними османських джерел, територія санджаку була населена албанцями, волохами, слов'янами, турками, циганами та іншими, мусульманського, православного та католицького віросповідань.
У 1717 році, під час австро-турецької війни, спалахнуло повстання в санджаку, піднятому сербами, яке було жорстоко придушено.
У 1864 році під час адміністративних реформ вона була понижена до каза новоствореного Приштинського санджаку.

## Санджак беї
- Хуссейн Бей
- Малік-паша (1807–1820-ті роки)
- Яшар-паша ( 1830–1836)